# Want U Back
«Want U Back» —en español: «Te quiero de regreso»— es una canción de la cantante británica Cher Lloyd, tomado de sus álbumes debut Sticks + Stones. Fue lanzado el 19 de febrero de 2012 como el tercer sencillo y el 22 de mayo de 2012 como su primer single EE.UU cantando sola. La versión del Reino Unido de la canción cuenta con la voz invitada de Astro participante de The X Factor USA, una versión con Snoop Dogg y la versión de USA fue lanzada oficialmente sin Astro. Fue escrito por Shellback y Savan Kotech y fue producido por Shellback. Musicalmente, "Want U Back" es una canción dance-pop, con elementos de bubblegum y synthpop, mientras que la letra habla de una chica que se pone celoso (aunque ella lo niega) cuando ve que su exnovio ha estado con otra chica.
La canción recibió críticas positivas de la mayoría de los críticos de música, que elogiaron la actitud descarada de la canción y lo etiquetaron "infecciosa". Otros críticos, sin embargo, cree su uso excesivo de "agresivos gruñidos" arruina lo que hubiera sido una canción de "otra manera mediocre". Hay dos videos de la canción: la versión del Reino Unido y la versión de EE. UU. Ambos vídeos cuentan Lloyd penosamente a través de fotografías antiguas con su exnovio y algunos con su nueva novia y causando estragos en la pareja feliz. La canción alcanzó el número 3 en New Zealand Singles Chart, el número 18 en Irish Singles Chart y el número 12 en UK Singles Chart. En los Estados Unidos, la canción ha alcanzado el número 9 en la tabla Pop Songs y el número 12 en el Billboard Hot 100, el primer Top 40 en Estados Unidos. Sigue siendo el mayor éxito de Lloyd el mundo y en los Estados Unidos hasta la fecha.

## Antecedentes y lanzamiento
Lloyd anunció el 15 de diciembre de 2011 que "Want U Back" sería lanzado como el tercer sencillo de su álbum debut Sticks + Stones. El 22 de diciembre de 2011, reveló el lanzamiento para el sencillo.
En diciembre de 2011 Lloyd dijo que espera que la pista le ayudará a romper el mercado de América notoriamente difícil, diciendo: "It's a bit crazy because I don't expect anyone to know who I am because I live in the UK. I'm from The X Factor and I came fourth. It's crazy and it gives me a lot of hope. With the USA, I'm not going to run before I can walk but you never know what’s going to happen." (En español: "Es un poco loco, porque no creo que nadie sepa quién soy, porque yo vivo en el Reino Unido. Soy de The X Factor y me llegó cuarto. Es una locura y me da mucha esperanza. con en los Estados Unidos, yo no voy a correr antes de poder caminar, pero nunca se sabe lo que va a suceder.") La única versión características The X Factor de Estados Unidos el concursante Brian "Astro" Bradley, que fue apadrinado por L.A. Reid en el programa. Reid firmó recientemente Lloyd para Epic Records en los Estados Unidos. Será el primer sencillo de Lloyd en los Estados Unidos, pero la versión sería la versión sin Astro. Lloyd se informó de haber remezclado "Want U Back" con el rapero, Snoop Dogg en su lanzamiento en los Estados Unidos. El 20 de julio, el remix de la canción con Snoop Dogg se estrenó en la radio de Estados Unidos, pero se filtró la noche anterior.

## Composición
"Want U Back" fue escrita por el compositor estadounidense Savan Kotecha y Shellback compositor sueco y producido por el Shellback. Líricamente, encuentra Lloyd cantando sobre sus celos de su exnovio y su nueva novia. Al hablar de la canción, Lloyd dijo:

"Se trata básicamente de una pista de un montón de historias que hay en diferentes chicas. Muchas personas me están diciendo que pueden relacionarse con la pista y han estado en esa situación, pero también tiene un elemento de diversión en ella."

"Please, this ain't even jealousy/ She ain't got a thing on me/ Trying to rock them ugly jeans jeans jeans"  ella habla sobre la nueva novia de su exnovio, tratando de parecer tranquila. Se trata de una canción dance-pop y cuenta con una mezcla de ritmos alegres y guitarra llena de vida. Los golpes y la guitarra, de acuerdo con Digital Spy, "Da una calidad de canción casi carituresca". Con Bubblegum synth, Lloyd lucha por recuperar al hombre que tomó por olvidado hasta que lo vio con su nueva novia.

## Recepción

### Comentarios de la crítica
La canción recibió críticas favorables por parte de los críticos de música. Nick Levine de BBC Music escribió una crítica positiva, al comentar: "Ella es una presencia vocal natural y carismático, tanto es así que Want U Back incluso crea una cadena el sonido de sus" gruñidos frustrados '?. " Jon O'Brien, de Allmusic escribió que la canción es un" ejemplo contagioso de puro pop cursi que es el recuerdo Britney antes de perder la inocencia ". Alex Denney de NME lo consideraban. Danner había escrito anteriormente en otra revisión NME que la canción es "Un número de color de rosa-agudo pop que va suspirando por un ex". Joe Ríos de No Ripcord escribió que "Está lleno de ganchos y tiene la personalidad de Cher estampada por todas partes".
Lewis Corner del blog de Digital Spy dio a la canción una revisión positiva afirmando: "A decir verdad, es muy refrescante para un artista abrazar su percepción de la imagen pública, pero la broma es realmente para nosotros. ¿Por qué? Porque Cher es la última que ríe con un éxito en sus manos". Alejandro de Idolator llamó "Es una canción super pegadiza que no la he podido sacar de mi cabeza desde que la escuché ". Virgin Media's Mateo Horton escribió que la canción es "Dinámica y pegadiza": "Puede que no suene en un millón de millas de distancia como Party In The USA de Miley Cyrus en los EE. UU., pero tiene el sello de Cher todo sobre él. A sus gritos de frustración salpicadas a lo largo de la pista, esto tiene el potencial de ser un enorme éxito mundial». Bradley popa de" MuuMuse comentó: "Es uno de las canciones del álbum más pegadiza". Él escribió más:

"Comenzando con un gruñido deliciosamente enojado que juega en el single(¡! Uhh!). La pista  de Shellback encuentra Lloyd lamentando el día que dejó salir a su exnovio. Que ahora está siendo más feliz por otra chica: 'Remember all the things that you and I did first? And now you’re doing them with her?!/ Recuerdas todas las cosas que tu y yo hicimos primeros, y ahora tu lo haces con ella?! -en español-'Lloyd canta con incredulidad en el electro-pop.

En diciembre, un popular sitio web de EE.UU Pop Dust llamó a Want U Back la 25 mejor canción de todo 2012.

## Posicionamiento en Charts
"Want U Back" apareció por primera vez en la lista de singles del Reino Unido en la semana que finalizó el 19 de noviembre de 2011. El tema debutó en el número 194, a raíz de las descargas digitales del álbum correspondiente. La canción volvió a entrar en la tabla en el número 56 en la semana que finalizó el 21 de enero de 2012. Después de la publicación del video musical y la confirmación de su lanzamiento como una sola. En su tercera semana de gráficos, la canción subió 30 lugares al número 26 con ventas de 9.730. En Nueva Zelanda, "Want U Back" fue un gran éxito, alcanzando el número 3.
La canción debutó en el número 38 en US Pop Songs. También llegó al número 39 en Hot 100 Airplay. En la lista Billboard Hot 100, debutó en el número 75. "Want U Back" ha tocado techo ya en el número 12 en el Hot 100. El número 9 en el Billboard Pop Songs, el número 5 en el Hot Digital Songs y el número 23 en Adults Pop Songs. También debutó en el número 95 en el Canadian Hot 100 y alcanzó su punto máximo en el número 11. En agosto de 2012, el sencillo ha vendido más de 1.000.000 copias en los EE. UU. y más de 100.000 copias en el Reino Unido, es decir, la única cuenta unas ventas acumuladas en todo el mundo un total de más de 1.000.000 copias. En febrero de 2013, la pista ha vendido más de 2 millones de copias solo en EE.UU

## Video musical

### International Version
El video musical de la canción fue subido a YouTube el 6 de enero de 2012. El video fue filmado en Hollywood, Los Angeles, California. En el video Lloyd canta sobre sus celos y decepción de su exnovio y su nueva novia, con el video que muestra los intentos de Lloyd para sabotear su nueva relación amor antiguo. Como Lloyd se sienta en su cama de exploración en las fotos de ella y su ex, ella se deja andar en varios esquemas para impulsar la nueva pareja aparte. En una escena Lloyd vierte una botella de agua sobre su exnovio, mientras que en otro se lanza palomitas de maíz en todo el par-amada durante un viaje al cine. Astro hace una aparición en el video de rap en las últimas etapas del video, haciéndose pasar por su exnovio, que termina con Lloyd curiosamente imitando el sonido de un helicóptero.
También grabó una versión acústica en vivo de la canción, el vídeo de la que fue subido a YouTube el 15 de diciembre de 2011.

### US Version
En 2012, Lloyd grabado un video alternativo que se muestra en Estados Undios. Se estrenó el 1 de mayo de 2012. El nuevo video Lloyd ve enfrentando a su exnovio y su nueva novia en un restaurante americano, Cadillac Jacks, en el desempeño de la pista en el mostrador del restaurante. Durante el video, ella da a su exnovio un batido de fresa y accidentalmente se derrama sobre su novia. La policía luego llegar a arrestar a Lloyd y tomarla en custodia, donde se la ve con una ficha policial de tomar y comer galletas y beber un refresco. Esta versión del video musical fue grabado en el mismo restaurante donde se grabó Cee-Lo Green el video musical para "Forget You".

## Presentaciones en vivo
Lloyd ha realizado el seguimiento en vivo en cada estación de radio que visitó en su gira radio. La mayoría de estas actuaciones se realizaron acústicamente. El 25 de julio de 2012 Lloyd hizo su debut en la televisión de Estados Unidos después de una actuación en America's Got Talent los resultados muestran. El 30 de agosto de 2012, Lloyd interpretó la canción, junto con su siguiente sencillo, "With Ur Love", en Today a una audiencia de cientos de fanes.

## Lista de canciones
- UK Digital Download EP

1. "Want U Back" (feat. Astro) - 3:43
2. "Want U Back" (Álbum Versión) - 3:33
3. "Want U Back" (Acoustic Version) - 3:29
4. "Want U Back" (Cahill Remix) - 5:52
5. "Want U Back" (Pete Phantom Remix) - 3:55

- US Version CD

1. "Want U Back" (Radio Edit) - 3:35
2. "Want U Back" (Cahill Remix) - 5:52
3. "Want U Back" (Pete Phantom Remix) - 3:55

## Posicionamiento en listas
| Listas (2012)                          | Mejor posición |
| -------------------------------------- | -------------- |
| Argentina (Hits Attacks)               | 1              |
| Australia (ARIA)                       | 36             |
| Bélgica (Flandes) (Ultratop 50)        | 88             |
| Bélgica (Valonia) (Ultratop 50)        | 38             |
| Canadá (Canadian Hot 100)              | 11             |
| República Checa (Rádio Top 100)        | 44             |
| Irlanda (IRMA)                         | 18             |
| Japan (Japan Hot 100)                  | 33             |
| Malaysia Muzik Official Chart          | 2              |
| Malaysia Muzik Urban Chart             | 1              |
| Nueva Zelanda (Recorded Music NZ)      | 3              |
| Escocia (Scottish Singles Sales Chart) | 23             |
| Reino Unido (UK Singles Chart)         | 25             |
| US Billboard Hot 100                   | 12             |
| US Pop Songs (Billboard)               | 9              |

### A final de año
| Listas (2012)             | Posición |
| ------------------------- | -------- |
| Canadá (Canadian Hot 100) | 63       |
| US Billboard Hot 100      | 55       |
| US Pop Songs              | 45       |